# Konstantin Vassiljev
Konstantin Vassiljev (ros. Константин Васильев, Konstantin Wasiljew; ur. 16 sierpnia 1984 w Tallinnie) – estoński piłkarz występujący na pozycji pomocnika, były reprezentant Estonii.

## Kariera klubowa
Karierę piłkarską Vassiljev rozpoczął w klubie Tallinna JK. W 2000 zadebiutował w jego barwach w trzeciej lidze estońskiej. W 2002 został wypożyczony do HÜJK Emmaste, a potem do końca tamtego roku ponownie grał w Tallinna JK. W 2003 przeszedł do Levadii Tallinn i został mianowany kapitanem zespołu. W 2004 osiągnął z Levadią pierwsze sukcesy w karierze, gdy wywalczył zarówno mistrzostwo Estonii, jak i Puchar Estonii. W 2005 i 2007 także zdobył krajowy puchar, a w latach 2006 i 2007 dwukrotnie z rzędu zostawał mistrzem kraju.
W lutym 2008 Vassiljev podpisał kontrakt ze słoweńskim klubem Nafta Lendava. 2 marca 2008 zadebiutował w słoweńskiej Prvej Lidze w przegranym 0:2 meczu z NK MIK CM Celje. W 2011 przeszedł do innego słoweńskiego klubu, FC Koper. Następnie zaś trafił do rosyjskiej Priemjer-Ligi i został zawodnikiem Amkara Perm.
26 sierpnia 2014 Vassiljev podpisał kontrakt z Piastem Gliwice. 18 czerwca 2015 związał się 2-letnim kontraktem z Jagiellonią Białystok. 3 lipca 2017, podpisując trzyletni kontrakt, ponownie został zawodnikiem Piasta Gliwice.

## Statystyki

### Klubowe
(stan na 29 września 2023)
| Sezon   | Klub                  | Kraj     | Rozgrywki     | Mecze | Bramki |
| ------- | --------------------- | -------- | ------------- | ----- | ------ |
| 2000    | Tallinna JK           | Estonia  | III. liga     | 19    | 13     |
| 2001    | HÜJK Emmaste          | Estonia  | Esiliiga      | 4     | 0      |
| 2001    | Tallinna JK           | Estonia  | III. liga     | 20    | 9      |
| 2002    | Tallinna JK           | Estonia  | Esiliiga      | 25    | 10     |
| 2003    | Levadia Tallinn       | Estonia  | Meistriliiga  | 25    | 9      |
| 2004    | Levadia Tallinn       | Estonia  | Meistriliiga  | 23    | 9      |
| 2005    | Levadia Tallinn       | Estonia  | Meistriliiga  | 31    | 8      |
| 2006    | Levadia Tallinn       | Estonia  | Meistriliiga  | 29    | 18     |
| 2007    | Levadia Tallinn       | Estonia  | Meistriliiga  | 16    | 6      |
| 2007/08 | Nafta Lendava         | Słowenia | Prva Liga     | 15    | 1      |
| 2008/09 | Nafta Lendava         | Słowenia | Prva Liga     | 35    | 5      |
| 2009/10 | Nafta Lendava         | Słowenia | Prva Liga     | 33    | 4      |
| 2010/11 | Nafta Lendava         | Słowenia | Prva Liga     | 19    | 3      |
| 2010/11 | FC Koper              | Słowenia | Prva Liga     | 16    | 3      |
| 2011/12 | FC Koper              | Słowenia | Prva Liga     | 6     | 0      |
| 2011/12 | Amkar Perm            | Rosja    | Priemjer-Liga | 17    | 0      |
| 2012/13 | Amkar Perm            | Rosja    | Priemjer-Liga | 27    | 2      |
| 2013/14 | Amkar Perm            | Rosja    | Priemjer-Liga | 19    | 2      |
| 2014/15 | Piast Gliwice         | Polska   | Ekstraklasa   | 25    | 5      |
| 2015/16 | Jagiellonia Białystok | Polska   | Ekstraklasa   | 35    | 7      |
| 2016/17 | Jagiellonia Białystok | Polska   | Ekstraklasa   | 32    | 13     |
| 2017/18 | Piast Gliwice         | Polska   | Ekstraklasa   | 23    | 1      |
| 2019    | Flora Tallinn         | Estonia  | Meistriliiga  | 32    | 12     |
| 2020    | Flora Tallinn         | Estonia  | Meistriliiga  | 25    | 10     |
| 2021    | Flora Tallinn         | Estonia  | Meistriliiga  | 24    | 7      |
| 2022    | Flora Tallinn         | Estonia  | Meistriliiga  | 31    | 13     |
| 2023    | Flora Tallinn         | Estonia  | Meistriliiga  | 27    | 10     |

## Kariera reprezentacyjna

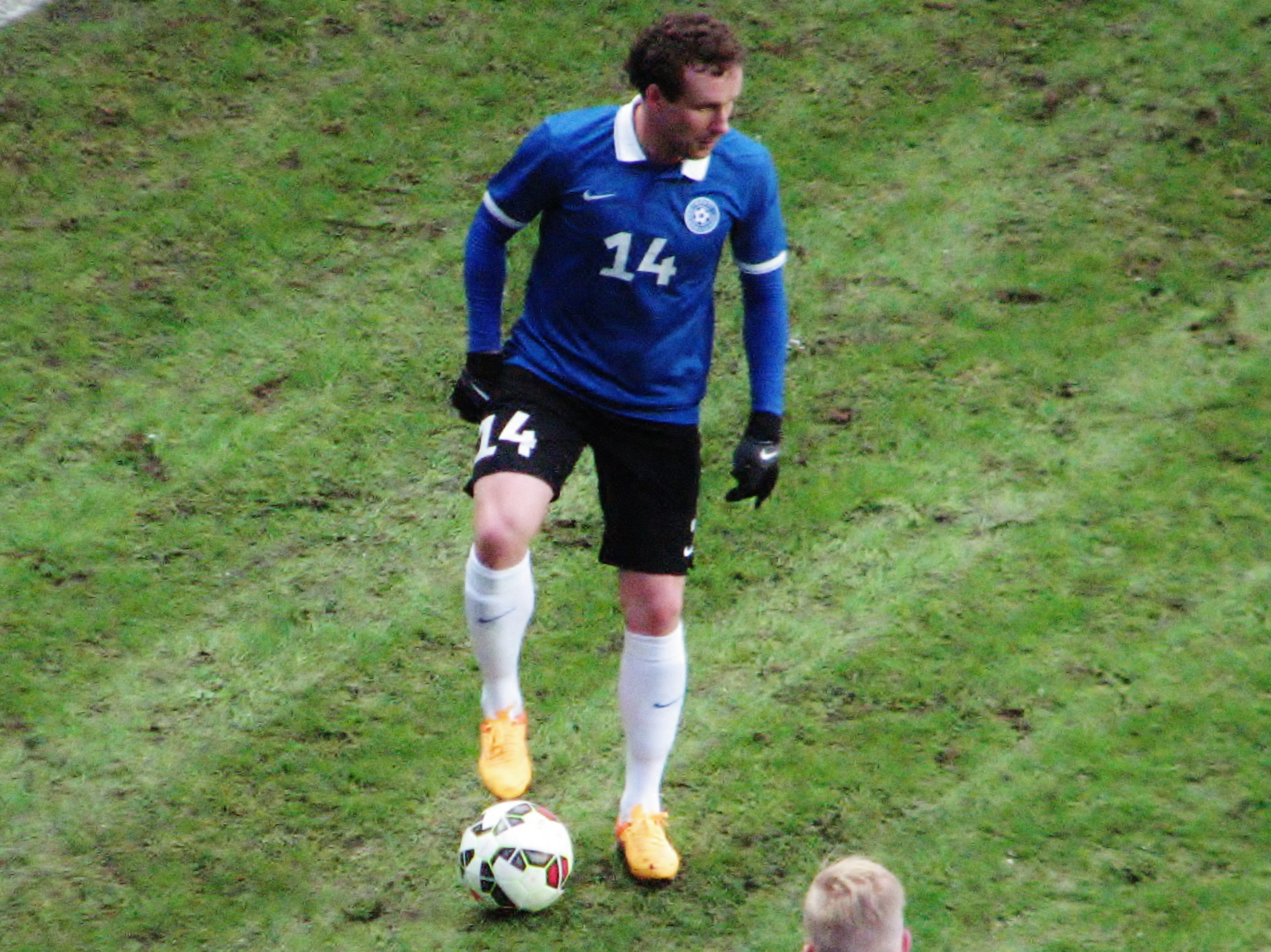
Vassiljev w barwach reprezentacji Estonii

W reprezentacji Estonii Vassiljev zadebiutował 31 maja 2006 w zremisowanym 1:1 towarzyskim spotkaniu z Nową Zelandią. W swojej karierze grał w eliminacjach do Euro 2008 i Mistrzostw Świata 2010. Jego bramka z 2009, zdobyta w spotkaniu przeciwko Armenii, dała mu nagrodę Srebrnej Piłki Estonii. Tę samą nagrodę otrzymał w 2011 i 2012, między innymi z uwagi na bramki zdobyte w spotkaniach z reprezentacjami Irlandii Północnej i Polski.

## Sukcesy

### Jagiellonia Białystok
- Wicemistrzostwo Polski: 2016/2017

### Indywidualne
- Obcokrajowiec roku w Plebiscycie Piłki Nożnej: 2016

## Odznaczenia
- Order Gwiazdy Białej IV klasy (2013)[3]